# Biatlon na Zimních olympijských hrách 1972
Výsledky biatlonu na XI. olympijských hrách v Sapporu 1972.

## Medailové pořadí zemí
| Pořadí | Země                                 | Zlato | Stříbro | Bronz | Celkově |
| ------ | ------------------------------------ | ----- | ------- | ----- | ------- |
| 1.     | Norsko (NOR)                         | 1     | 0       | 0     | 1       |
| 1.     | Sovětský svaz (URS)                  | 1     | 0       | 0     | 1       |
| 3.     | Německá demokratická republika (GDR) | 0     | 1       | 1     | 2       |
| 4.     | Finsko (FIN)                         | 0     | 1       | 0     | 1       |
| 5.     | Švédsko (SWE)                        | 0     | 0       | 1     | 1       |
|        | Celkem                               | 2     | 2       | 2     | 6       |

## Medailisté

### Muži
| Disciplína         | Zlato                                                                                 | Výkon      | Stříbro                                                                       | Výkon      | Bronz | Výkon      |
| ------------------ | ------------------------------------------------------------------------------------- | ---------- | ----------------------------------------------------------------------------- | ---------- | --- | ---------- |
| vytrvalostní závod | Magnar Solberg · Norsko (NOR)                                                         | 1:15:55,50 | Hansjörg Knauthe · Německá demokratická republika (GDR)                       | 1:16:07,60 | Lars-Göran Arwidson · Švédsko (SWE)                                                                         | 1:16:27,03 |
| štafeta            | Sovětský svaz (URS) · Alexandr Tichonov · Rinnat Safin · Ivan Bjakov · Viktor Mamatov | 1:51:44,92 | Finsko (FIN) · Esko Saira · Juhani Suutarinen · Heikki Ikola · Mauri Röppänen | 1:54:37,25 | Německá demokratická republika (GDR) · Hans-Jörg Knauthe · Joachim Meischner · Dieter Speer · Horst Koschka | 1:54:57,67 |